# Okuizumo
Okuizumo (jap. 奥出雲町 Okuizumo-chō) – miasto w Japonii, na wyspie Honsiu, w prefekturze Shimane. Według danych na rok 2020 miejscowość zamieszkiwało 11 849 mieszkańców , a gęstość zaludnienia wyniosła 32,2 os./km².